# 雨に微笑を
「雨に微笑を」（あめにほほえみを、原題：Laughter In The Rain）は、ニール・セダカが1974年に発表した楽曲。

## 概要
作詞：フィル・コディ、作曲：ニール・セダカ。
1974年6月に英国で発売されたアルバム『Laughter in the Rain』に収録された。英国発売アルバムを再編集したコンピレーション・アルバム「セダカズ・バック」（1974年11月発売）にも収録された。シングルとしても発売され、翌年2月に『悲しき慕情』以来12年ぶりの全米1位を獲得する。
コディは約5分で大部分の歌詞を書いた。
間奏のサックス演奏はジム・ホーン。

## CM
- JT キャスター・マイルド 1994年

## カバー

### 歌
- 伊東ゆかり『雨の恋人』アルバム『GOLDEN☆BEST』に収録
- レイ・コニフ 1975年 アルバムLaughter in the Rain』に収録
- Ace Spectrum（英語版） 1975年 アルバム『Low Rent Rendezvous』に収録
- Lea Roberts（英語版） 1975年『LADY LEA』に収録
- タイム・ファイブ『雨の樹の下で』 日本語詞:山上路夫 1978年 アルバム『翼を下さい』に収録
- Vitamin E 1977年 アルバム『Sharing』に収録
- 仲村裕美 英語カバー  1982年 アルバム『'S Wonderful』に収録
- The Weather Girls（英語版） 1985年 アルバムBig Girls Don't Cry （英語版）』に収録
- Klearview Harmonix 1990年 12インチシングル
- 崎谷健次郎 英語カバー  1991年『SAKIYA REMIXED WORKS vol.1 夏』に収録
- MONDO GROSSO 英語カバー  1997年 シングル
- 南佳孝 英語カバー  2002年 アルバム『BLUE NUDE』に収録
- Soul Bossa Trio 英語カバー 2009年『For Once In My Life』に収録
- J.C. Lodge（英語版） 2001年 アルバム『Let Love Inside』に収録
- 区麗情 2000年 シングル『大切な人』カップリング
- レーナ・マリア 2001年 アルバム『ハートフィルド』に収録
- ROCKING TIME 英語カバー  2003年 アルバム『SUMMER JAMBOREE』に収録
- ダニー・オズモンド 2007年 アルバム『 Love Songs Of The '70s』に収録
- 藤田恵美 英語カバー  2010年 アルバム『camomile smile』に収録
- ジャンク フジヤマ 英語カバー  2013年 マキシシングル『シェダル』に収録
- 山下洋 英語カバー  2013年 アルバム『SOMEWHERE MAN』に収録
- スティーヴ・タイレル feat.ニール・セダカ（歌・ピアノ） 2015年 アルバム『That Lovin' Feeling』に収録。ニール・セダカとデュエット。
- The Company（英語版）（フィリピンのボーカルグループ）2016年 アルバム『Nostalgia』に収録
- さかいゆう 2020年 シングル「Soul Rain」に収録

### インストゥルメンタル
- アール・クルー  1976年 デビューアルバム『Earl Klugh（英語版）』に収録
- ミシェル・ルグラン 1978年 アルバム『Times Of Your Life』に収録
- 小曽根真 1995年 アルバム『Nature Boys』に収録
- J&B（タイのギターユニット）2006年 アルバム『Gift』に収録
- 秦万里子 2009年 アルバム『半径５メートル物語』にメドレーで収録
- ピーター・ネロ 2010年 アルバム『Peter Goes Pop』に収録
- 村治佳織 2011年 アルバム『プレリュード』に収録
- HAKASE-SUN 2014年 アルバム『A Little Bit Of Slumber』に収録